# Rose d’Or

Das Logo des Festivals

Rose d’Or ist ein Festival der Fernsehunterhaltung. Es wurde 1961 in Montreux gegründet. Seit 2019 findet die Preisverleihung in London statt.
Am Rose-d’Or-Festival nehmen Fernsehschaffende, Produzenten, Verantwortliche von privaten und öffentlich-rechtlichen Fernsehstationen und Leiter von Produktionsfirmen aus über 40 Ländern teil. Das Festival ist seit seiner Gründung eine Netzwerkplattform der TV-Unterhaltungsindustrie. Der Höhepunkt der Rose d’Or (übersetzt „Goldene Rose“) ist die Preisverleihung, bei der die Preise für die besten TV-Unterhaltungsprogramme verliehen werden. Die Preise und das Festival haben sich Seite an Seite mit der Fernsehindustrie entwickelt und spiegeln Trends und Entwicklungen der globalen Branche wider.

## Geschichte
Das Festival wurde von Marcel Bezençon gegründet, um die Produktion von Sendematerial für das Sommerprogramm zu fördern. In der Schweiz sollte ein Unterhaltungsprogramm entwickelt werden, das mit Formaten anderer Sender Europas und der Welt getauscht werden konnte. Im Jahr 1967 entstanden im Kielwasser des Rose-d’Or-Festivals auch die Anfänge des Montreux Jazz Festivals: Claude Nobs, der Gründer und Kurator des Montreux Jazz Festivals, konzipierte als Ergänzung im Abendprogramm eine Jazz-Konzertreihe, die wenige Jahre später zum unabhängigen Festival wurde.
Das Festival fand im Frühjahr statt, damit das Sommerprogramm mit den neu erworbenen Sendungen starten konnte. Als zusätzlicher Anreiz für gute Produktionen wurde der Preis Rose d’Or Award geschaffen. Als der Programmaustausch mit der Zeit unwirtschaftlich wurde, wurde 1983 das Konzept Film Kiosk entwickelt. Dadurch wurde die Rose d’Or schnell zu einem der weltweit wichtigsten Marktplätze für Unterhaltungsformate für das Fernsehen.
Nach 43 Austragungen des Festivals in Montreux (Schweiz) fand die Rose d’Or seit 2004 in Luzern statt. Als die Rose d’Or Holding im Jahre 2006 Konkurs anmelden musste, übernahm das Freddy Burger Management das Festival. Im September 2009 übernahm Ringier die Markenrechte am Rose-d’Or-Festival und baute damit seinen Entertainment-Bereich aus. Im Juli 2012 gab Ringier das Festival an die Europäische Rundfunkunion (EBU) ab, die seitdem Veranstalterin der Rose d’Or ist.
Ab 2014 bis 2018 fand die Preisverleihung in Berlin statt.

## Preisvergabe

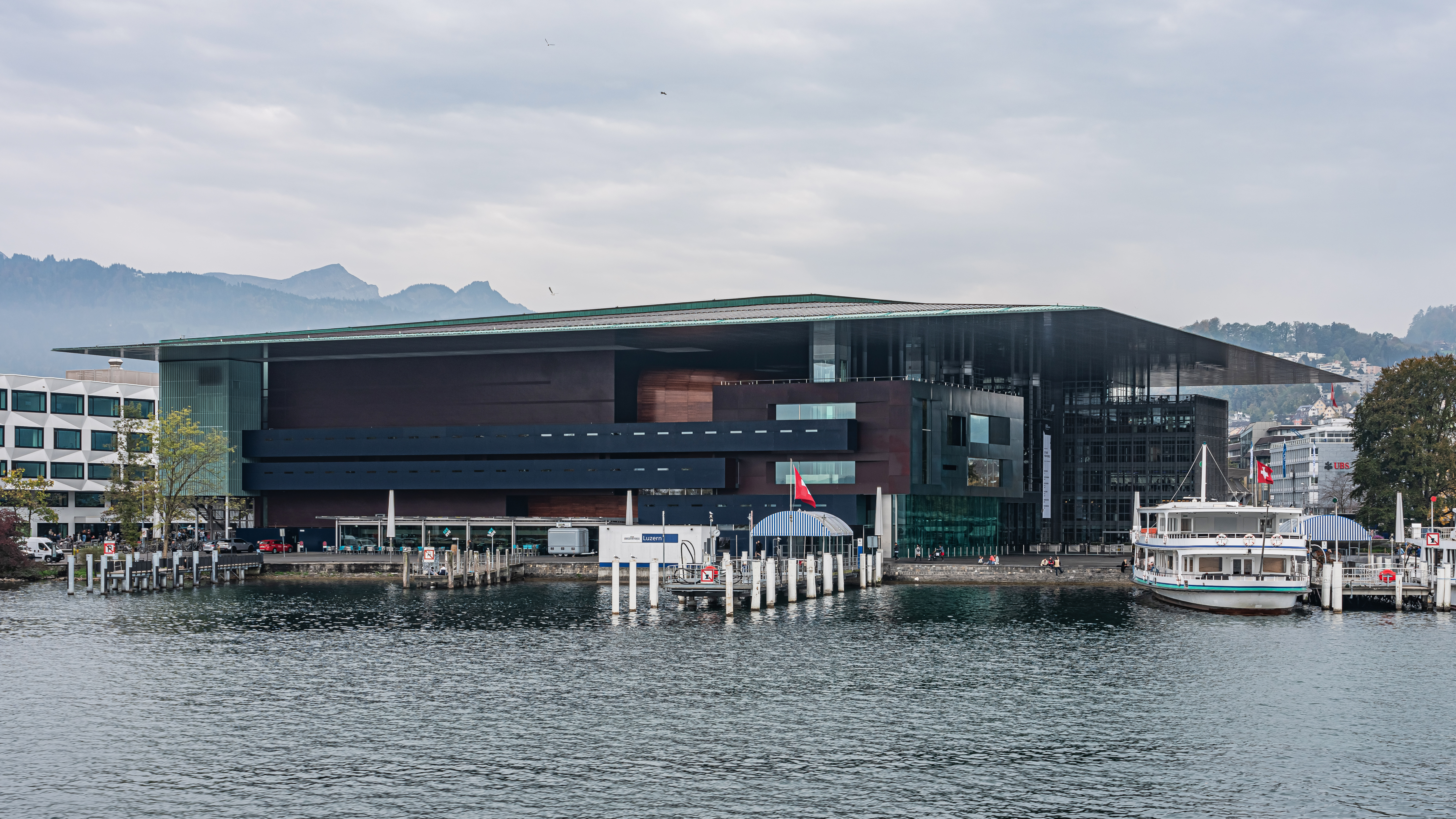
Kultur- und Kongresszentrum Luzern (KKL)

Bis einschließlich 2003 wurde ein einziges Programm mit der Goldenen Rose ausgezeichnet, weitere mit der Silbernen oder Bronzenen Rose prämiert.
Nach mehreren Reformen seit 2004 werden Goldene Rosen in mehreren Programmen vergeben. Die Kategorien im aktuellen Wettbewerb sind: Comedy, Sitcom, Gameshow, Children, Youth, Factual Entertainment, Series, TV Movie, Arts Documentary & Performing Arts, Life Event Show, Lifestyle, Multiplatform. Hinzukommen verschiedene Sonderpreise.
- Arts Documentary & Performing Arts: Unterhaltungsprogramme mit Bezug zu Kunst, Künstlern und/oder künstlerischen Leistungen.
- Comedy: Comedy-Sendungen mit oder ohne Drehbuch, die Sketch-, Panel-, Improvisations- und Stand-up-Comedy sowie Comedy-Specials einschließen. Nicht dazu gehören Sitcoms.
- Sitcom: Sendungen mit Drehbuch, die sich durch die Situationskomik regelmäßig wiederkehrender Figuren in verschiedenen Alltagssituationen auszeichnen.
- Children: Fiktionale und nicht-fiktionale Programme mit unterhaltenden und informierenden Inhalten für ein Zielpublikum zwischen 3 und 11 Jahren.
- Youth: Fiktionale und nicht-fiktionale Programme mit unterhaltenden und informierenden Inhalten für ein Zielpublikum zwischen 12 und 16 Jahren.
- Live Event Show: Variety-Shows oder Live-Veranstaltungen bestehend aus einer oder mehreren Episoden und Live-Darbietungen (z. B. Musik).
- Game Show: In Studios oder ausgewählten Umgebungen produzierte Sendungen, die durch geistige oder physische Herausforderungen Sieger und Verlierer schaffen. Dazu gehören Quiz- und Spielshow-Sendungen.
- Factual Entertainment: Unterhaltungsprogramme mit Fokus auf Protagonisten und deren Leben innerhalb einer arrangierten und herausforderungsreichen Umgebung. Dazu gehören auch dokumentarische Reality-Programme, soziale Experimente und Reality-Talk-Shows.
- Multiplatform: Für mehrere Plattformen produzierte Inhalte, die das Publikum über Fernsehen, Internet, mobile Geräte und/oder andere digitale Plattformen unterhalten und informieren.
- Series: Unterhaltungsprogramme mit Drehbuch und unbeschränkter Anzahl Episoden – wie Soap Operas und Drama-Serien – sowie Mini-Serien.
- TV Movie: Ein- oder zweiteilige für das Fernsehen produzierte Filme.
- Lifestyle: Unterhaltungsprogramme mit oder ohne Drehbuch, die sich mit Lifestyle-Themen wie Promi-News, Heim, Kochen, Design oder persönlicher Weiterentwicklung befassen.

Jede Kategorie wird von einer Jury aus internationalen Produzenten und Verantwortlichen von privaten und öffentlich-rechtlichen Fernsehstationen bewertet. Produktionsfirmen, Distributoren und private und öffentlich-rechtliche Fernsehstationen können Programme einreichen. Eine Vorwahl findet kurz nach Einsendeschluss statt, die Finalisten werden während des Festivals selbst beurteilt.

## Preisträger bis 2003 (Auswahl)

### 1961–1969
1961
- Goldene Rose: The Black and White Minstrel Show (BBC)
- Silberne Rose: Glardino d'Inverno (RAI)
- Bronzene Rose: Tausend Blicke hinter den Kulissen (Československá Televize)

1962
- Goldene Rose: Kaskad (Swedish Radio/Television SRT)
- Silberne Rose: La Revue perdue (Československá Televize)
- Bronzene Rose: Zu jung, um blond zu sein (WDR/ARD)

1964
- Goldene Rose: Happy End (SSR / TSR, Schweiz)
- Silberne Rose: De Robinson Crusoë Show von Rudi Carrell (VARA)
- Bronzene Rose: The Jackie Gleason Show

1965
- Bronzene Rose: Happy New Yves von Jean-Christoph Averty

1969
- Goldene Rose: Holiday in Switzerland von Hans Gmür und Max Rüeger
- Bronzene Rose: La ultimá moda von Valero Lazarov

### 1970–1979
1971
- Goldene Rose, Preis der Presse und Spezialpreis der Stadt Montreux: Lodynski's Flohmarkt Company von Peter Lodynski und Felix Dvorak
- Silberne Rose: Monty Python’s Flying Circus
- Bronzene Rose: Vicky Leandros für Ich bin

1972
- Goldene Rose und Spezialpreis der Stadt Montreux: The Best of the Comedy Machine mit Marty Feldman

1974
- Silberne Rose: Barbra Streisand and other Musical Instruments

1975
- Bronzene Rose und Spezialpreis der Stadt Montreux: Mad in Austria von Felix Dvorak

1976
- Goldene Rose, Preis der Presse und Spezialpreis der Stadt Montreux: The Nor-Way to Broadcasting von Jon Skolmen, NRK

1977
- Goldene Rose: Muppet Show

1978
- Bronzene Rose: Kurt Felix für That's TV

### 1980–1989
1980
- Bronzene Rose: Not the Nine O'clock News

1982
- Silberne Rose: Tosca auf dem Trampolin (ZDF)

1984
- Spezialpreis der Stadt Montreux: The Benny Hill Show

1985
- Goldene Rose: Kurt Felix (Spezialpreis für das Lebenswerk)
- Bronzene Rose: Spitting Image
- Ehrenrose: Benny Hill

1986
- Goldene Rose: Penn and Teller go Public
- Silberne Rose: Oft passiert es unverhofft
- Produzentenpreis: USA for Africa: The Story of We Are The World

1987
- Produzentenpreis: Barbra Streisand für One Voice

1989
- Goldene Rose: Hale & Pace
- Produzentenpreis: Cirque du Soleil

### 1990–1999
1990
- Goldene Rose, Preis der Presse und Spezialpreis der Stadt Montreux: Mr. Bean
- Produzentenpreis: Nigel Kennedy
- Produzentenspezialpreis der Stadt Montreux: Carrot's Commercial Breakdown

1991
- Bronzene Rose: Total Normal von Hape Kerkeling
- Ehrenrose: Quincy Jones

1995
- Silberne Rose für Musik: Secret World Live mit Peter Gabriel
- Ehrenrose: Monty Python

1996
- Goldene Rose: Itzhak Perlman für In the Fiddler’s House
- Bronzene Rose: TV Nation von Michael Moore
- Lobende Erwähnung der Presse: Riverdance
- Ehrenrose: Henri Salvador

1997
- UNDA-Preis: Nikola
- Ehrenrose: BBC

1998
- Goldene Rose und UNDA-Preis: Yo-Yo Ma für Inspired by Bach
- Silberne Rose für Musik: Canadian Brass
- Silberne Rose für Humor und Spezialpreis der Stadt Montreux: Harry Enfield & Chums
- Silberne Rose für Kunst & Specials: Queen – „Béjart: Ballet for Life“
- Bronzene Rose für Vielseitigkeit und Presse-Preis „Ex-Aequo“: David Blaine: Street Magic
- Bronzene Rose für Kunst & Specials: Fame and Fortune: Ozzy Osbourne
- Ehrenrose: CBC/Radio Canada

1999
- Goldene Rose: The League of Gentlemen
- Silberne Rose für Gameshow: Who Wants to Be a Millionaire?
- Lobende Erwähnung in Kategorie Humor: Ventil

### 2000–2003
2000 
- Silberne Rose für Musik: Joseph and the Amazing Technicolor Dreamcoat
- Bronzene Rose für Vielseitigkeit: The Awful Truth von Michael Moore
- Bronzene Rose für Sitcom: Will & Grace
- Bronzene Rose für Humor: Trigger Happy TV
- Lobende Erwähnung für Vielseitigkeit: Ali G

2001
- Goldene Rose: Lenny Henry in Pieces mit Lenny Henry
- Silberne Rose für Comedy: Mircomania mit Mirco Nontschew und Janine Kunze
- Bronzene Rose für Comedy: Ali G
- Bronzene Rose für Vielseitigkeit: Best of TV total
- Presse-Preis für Musik: Freddie Mercury – The Untold Story
- e-Rose: Taxi Orange
- Ehrenrose: Rudi Carrell

2002
- Goldene Rose: Pop Idol
- Ehrenrose: Jennifer Saunders und Dawn French für French & Saunders
- Silberne Rose: One Night with Robbie Williams mit Robbie Williams
- Lobende Erwähnung für Sitcom: Finanzamt Mitte mit Christian Tramitz
- Lobende Erwähnung für Musik: Per Yves Montand

2003
- Silberne Rose für Sitcom: The Office
- Bronzene Rose für Comedy: Smack the Pony
- Lobende Erwähnung für Comedy: Alt und Durchgeknallt
- Ehrenrose: Emil Steinberger

## Preisträger seit 2004

### 2004
| Kategorie          | Gewinner                                                                       | Sender                   | Land        |
| ------------------ | ------------------------------------------------------------------------------ | ------------------------ | ----------- |
| Arts & Specials    | Amelia                                                                         | Rhombus                  | Kanada      |
| Comedy             | Creature Comforts                                                              | Aardman Animations / ITV | UK          |
| Game Show          | My New Best Friend                                                             | Tiger Aspect             | UK          |
| Music              | One Bullet Left                                                                | SF DRS                   | Schweiz     |
| Reality Show       | Wife Swap                                                                      | Channel 4                | UK          |
| Sitcom             | Peep Show                                                                      | Channel 4                | UK          |
| Soap               | Saint Tropez (Sous le soleil)                                                  | Marathon                 | Frankreich  |
| Variety            | Ant and Dec's Saturday Night Takeaway                                          | Granada Television       | UK          |
| Press Prize        | Little Britain                                                                 | BBC                      | UK          |
| Paper format       | From Rust to Riches                                                            | Team Gryttjom            | Schweden    |
| Pilot award        | Fur TV                                                                         | BBC                      | UK          |
| Charity award      | Peter Ustinov                                                                  |                          | UK          |
| Honorary Rose      | John de Mol                                                                    |                          | Niederlande |
| Best performances: |                                                                                |                          |             |
| Comedy             | F: Anke Engelke in Ladykracher                                                 | Brainpool / Sat.1        | Deutschland |
| Comedy             | M: Harry Hill in Harry Hill's TV Burp                                          | Avalon                   | UK          |
| Sitcom             | F: Felicitas Woll in Berlin, Berlin                                            | Studio Hamburg           | Deutschland |
| Sitcom             | M: Martin Freeman in Hardware                                                  | Talkback Thames          | UK          |
| Soap               | F: Bénédicte Delmas in Sous le soleil                                          | Marathon                 | Frankreich  |
| Soap               | M: Shane Richie in EastEnders                                                  | BBC                      | UK          |
| Game show          | Anthony McPartlin and Declan Donnelly in Ant and Dec's Saturday Night Takeaway | Granada Television       | UK          |

### 2005
| Kategorie          | Gewinner                                           | Sender                        | Land        |
| ------------------ | -------------------------------------------------- | ----------------------------- | ----------- |
| Arts & Specials    | The Cost Of Living                                 | DV8 Films                     |             |
| Comedy             | Little Britain                                     | BBC                           | UK          |
| Game Show          | Test the Nation                                    | Talent TV / BBC               | UK          |
| Music              | Flashmob – The Opera                               | BBC                           | UK          |
| Reality Show       | Supernanny                                         | Channel 4                     | UK          |
| Sitcom             | Nighty Night                                       | BBC                           | UK          |
| Soap               | Verbotene Liebe                                    | ARD                           | Deutschland |
| Variety            | Strictly Come Dancing                              | BBC                           | UK          |
| Press Prize        | Schillerstraße                                     | Hurricane Fernseh Productions | Deutschland |
| Paper format       | Daycare Dilemma                                    | SBS                           | Schweden    |
| Pilot award        | Dinner Dating                                      | First Entertainment           | Deutschland |
| Charity award      | Bob Geldof                                         |                               | Irland      |
| Honorary Rose      | Herbert Kloiber                                    |                               | Deutschland |
| Best performances: |                                                    |                               |             |
| Comedy             | F: Pippa Haywood in Green Wing                     | Channel 4                     | UK          |
| Comedy             | M: David Walliams and Matt Lucas in Little Britain | BBC                           | UK          |
| Sitcom             | F: Zoë Wanamaker in My Family                      | BBC                           | UK          |
| Sitcom             | M: Peter Kay in Max & Paddy's Road to Nowhere      | Channel 4                     | UK          |
| Soap               | F: Lesley-Anne Down in The Bold and the Beautiful  | CBS                           | USA         |
| Soap               | M: Pat Nolan in Fair City                          | RTÉ                           | Irland      |
| Game show          | Thomas Gottschalk in Wetten, dass..?               | ZDF                           | Deutschland |

### 2006
| Kategorie          | Gewinner                                     | Sender    | Land        |
| ------------------ | -------------------------------------------- | --------- | ----------- |
| Arts & Specials    | Girl in a minor                              | ABC TV    | Australien  |
| Comedy             | Look Around You                              | BBC       | UK          |
| Game Show          | Deal or No Deal                              | Channel 4 | UK          |
| Music              | Gospel in Paradiso                           |           | Niederlande |
| Reality Show       | The Apprentice                               | BBC       | UK          |
| Sitcom             | Extras                                       | BBC       | UK          |
| Soap               | Verliebt in Berlin                           | Sat.1     | Deutschland |
| Variety            | Friday Night Project: Billie Piper           | Channel 4 | UK          |
| Press Prize        | Pastewka                                     | Sat.1     | Deutschland |
| Paper format       |                                              |           |             |
| Pilot award        | Alex FM                                      |           | Deutschland |
| Charity award      | Fuji Television                              |           | Japan       |
| Honorary Rose      | Ricky Gervais                                |           | UK          |
| Best performances: |                                              |           |             |
| Comedy             | F: Jo Joyner in Swinging                     | Five      | UK          |
| Comedy             | M: Chris Lilley in The Nominees              | ABC       | Australien  |
| Sitcom             | F: Ashley Jensen in Extras                   | BBC       | UK          |
| Sitcom             | M: Bastian Pastewka in Pastewka              | Sat.1     | Deutschland |
| Soap               | F: Alexandra Neldel in Verliebt in Berlin    | Sat.1     | Deutschland |
| Soap               | M: Jack Wagner in The Bold and the Beautiful |           | USA         |
| Game show          | Stephen Fry in QI                            | BBC       | UK          |

### 2007
| Kategorie                            | Gewinner                       | Sender                | Land        |
| ------------------------------------ | ------------------------------ | --------------------- | ----------- |
| Arts Documentary                     | Young@Heart                    | Channel 4             | UK          |
| Comedy                               | The Vicar of Dibley            | BBC                   | UK          |
| Performing Arts                      | Peter and the Wolf             | Channel 4             | UK          |
| Performing Arts: Special Mention     | Car men                        | NPS                   | Niederlande |
| Reality                              | Secret Millionaire             | Channel 4             | UK          |
| Reality: Special Mention             | My Last Words                  | Palm Plus Productions | Niederlande |
| Show                                 | The Pyramid                    | Castor Multimedia     | Kroatien    |
| Sitcom                               | Not Going Out                  | BBC                   | UK          |
| Soap                                 | Con Passionate                 | S4C                   | UK          |
| Soap: Special Mention                | Home Affairs                   | SABC                  | Südafrika   |
| Best of 2007 Special Prize           | Young@Heart                    | Channel 4             | UK          |
| Opera Special Prize                  | Man on the Moon                | Channel 4             | UK          |
| Opera Special Prize: Special Mention | Mozart 22 – Le Nozze di Figaro | Unitel GmbH & Co KG   | Deutschland |

### 2008
| Kategorie              | Gewinner                                     | Sender              | Land        |
| ---------------------- | -------------------------------------------- | ------------------- | ----------- |
| Arts Documentary       | Strictly Bolshoi                             | Channel 4           | UK          |
| Comedy                 | Kombat Opera Presents                        | BBC Two             | UK          |
| Drama                  | Skins                                        | E4                  | UK          |
| Drama: Special Mention | The Street II                                | BBC                 | UK          |
| Entertainment          | Hider in the House                           | BBC Two             | UK          |
| Game Show              | Power of 10                                  | CBS                 | USA         |
| Performing Arts        | Mozart’s Magic Flute – Onstage and Backstage | Schweizer Fernsehen | Schweiz     |
| Reality                | The Phone                                    | AVRO                | Niederlande |
| Sitcom                 | The IT Crowd                                 | Channel 4           | UK          |
| Best Entertainer       | Peter Serafinowicz                           | BBC Two             | UK          |
| Best of 2008           | Kombat Opera Presents                        | BBC Two             | UK          |

### 2009
| Kategorie                        | Gewinner                           | Sender    | Land       |
| -------------------------------- | ---------------------------------- | --------- | ---------- |
| Arts Documentary                 | The Curse of the Mona Lisa         | Channel 4 | UK         |
| Comedy                           | Rick Mercer Report                 | CBC       | Kanada     |
| Drama                            | Windfall & Misfortunes             |           | Kanada     |
| Entertainment                    | El Hormiguero                      | Cuatro    | Spanien    |
| Game Show                        | Relentless                         | ITV       | UK         |
| Performing Arts                  | The Eternity Man                   | ABC       | Australien |
| Performing Arts: Special Mention | La Traviata at Zurich Main Station |           | Schweiz    |
| Reality                          | I Survived a Japanese Game Show    | ABC       | USA        |
| Sitcom                           | My Family                          | BBC One   | UK         |
| Best of 2009                     | I Survived a Japanese Game Show    | ABC       | USA        |

### 2010
| Kategorie                          | Gewinner                            | Sender                       | Land        |
| ---------------------------------- | ----------------------------------- | ---------------------------- | ----------- |
| Arts Documentary & Performing Arts | The Neighbour (Naboen)              | NRK                          | Norwegen    |
| Comedy                             | Benidorm Bastards                   | VTM                          | Belgien     |
| Drama                              | Hopeville                           | SABC                         | Südafrika   |
| Variety & Live Event Show          | La Bohème im Hochhaus               | Schweizer Fernsehen          | Schweiz     |
| Game Show                          | Bingo Banko                         | Babyfoot                     | Dänemark    |
| Soap & Telenovela                  | Date Blind                          | Dori Media Distribution GmbH | Argentinien |
| Children & Youth                   | Krimi.de – Episode 23 (Netzangriff) | SWR                          | Deutschland |
| Reality & Factual Entertainment    | Blood, Sweat and Takeaways          | BBC                          | UK          |
| Sitcom                             | The Inbetweeners                    | Channel 4                    | UK          |
| Multi Platform                     | Red Eagle (Águila Roja)             | RTVE                         | Spanien     |
| Social Award                       | Karawane der Hoffnung               | ProSieben                    | Deutschland |
| Best of 2010                       | Benidorm Bastards                   | VTM                          | Belgien     |
| Golden Jubilee Award               | Coronation Street                   | ITP                          | UK          |
| Golden Jubilee Award               | Simon Cowell                        |                              | UK          |

### 2011
In diesem Jahr fand keine Preisverleihung statt, da die Veranstalter das Festival wieder vom Herbst ins Frühjahr verlegen wollten. Somit entfiel die Herbst-Veranstaltung 2011.

### 2012
Die Awards Ceremony des 51. Wettbewerbs fand am 10. Mai 2012 statt. Moderiert wurde sie von Barbara Schöneberger.
| Kategorie                          | Gewinner                               | Sender                     | Land        |
| ---------------------------------- | -------------------------------------- | -------------------------- | ----------- |
| Arts Documentary & Performing Arts | The Sound of Ole Bull                  | NRK                        | Norwegen    |
| Comedy                             | Black Mirror: The National Anthem      | Channel 4                  | UK          |
| TV Movie                           | Homevideo                              | NDR                        | Deutschland |
| Factual Entertainment              | Go back to where You Came From         | SBS Television Australia   | Australien  |
| Live Event Show                    | Eurovision Song Contest 2011           | ARD                        | Deutschland |
| Game Show                          | The Million Pound Drop Live            | Channel 4                  | UK          |
| Series                             | Pan Am                                 | Sony Pictures Television   | USA         |
| Children                           | Horrible Histories                     | BBC                        | UK          |
| Youth                              | Dream High                             | Korean Broadcasting System | Südkorea    |
| Lifestyle                          | The Great British Bake Off             | BBC                        | UK          |
| Sitcom                             | Friday Night Dinner                    | Channel 4                  | UK          |
| Multi Platform                     | Plan B 7 y acción                      | Antena 3                   | Spanien     |
| Best of Rose                       | Go back to where You Came From         | SBS Television Australia   | Australien  |
| Honorary Rose                      | Top Gear (Moderation: Jeremy Clarkson) | BBC                        | UK          |
| Innovation Rose                    | Stefan Raab                            |                            | Deutschland |
| Music Rose                         | Yello (Dieter Meier und Boris Blank)   |                            | Schweiz     |
| Lifetime Rose                      | Iris Berben                            |                            | Deutschland |

### 2013
Die Preisverleihung des 52. Wettbewerbs fand am 30. Mai 2013 im Kongresszentrum The Square in Brüssel statt und damit erstmals seit mehr als 50 Jahren außerhalb der Schweiz. 2013 war es auch das erste Mal, dass die Verleihungs-Zeremonie die Abschlussveranstaltung der 3-tägigen Media Summit bilden konnte. Um die Preise in 6 Hauptkategorien hatten mit über 300 Vorschlägen aus mehr als 30 Ländern diesmal so viele Wettbewerber teilgenommen, wie nie zuvor. Durch die Show führte der niederländische TV-Star Lucille Werner.
| Kategorie                         | Gewinner                             | Sender    | Land       |
| --------------------------------- | ------------------------------------ | --------- | ---------- |
| Comedy                            | What If?                             | VTM       | Belgien    |
| Sitcom                            | Spy                                  | BSkyB     | UK         |
| Game Show                         | Oh Sit!                              | The CW    | USA        |
| Reality and Factual Entertainment | Make Bradford British                | Channel 4 | UK         |
| Arts                              | Freddie Mercury: The Great Pretender | BBC       | UK         |
| Entertainment                     | Gruen Sweat                          | ABC       | Australien |

### 2014
Am 17. September 2014 fand die 53. Rose d’Or Preisverleihung erstmals in Berlin statt. Dort wurde erstmals eine neue Preiskategorie ausschließlich für Radio-Beiträge eingerichtet.
| Kategorie                       | Gewinner                             | Produktionsfirma / Sender           | Land        |
| ------------------------------- | ------------------------------------ | ----------------------------------- | ----------- |
| Comedy                          | Little Mom                           | Dori Media Group                    | Israel      |
| Sitcom                          | Toast of London                      | Objective Productions für Channel 4 | UK          |
| Game Show                       | Pointless                            | BBC                                 | UK          |
| Arts                            | Peter and the Wolf/Pierre et le Loup | Camera Lucida Productions           | Frankreich  |
| Reality & Factual Entertainment | Gogglebox                            | Channel 4                           | UK          |
| Entertainment                   | Circus HalliGalli                    | ProSiebenSat.1 Media                | Deutschland |

### 2015
2015 fand die 54. Rose d’Or Preisverleihung in Berlin statt. Stephen Fry wurde mit für seine Verdienste um die Unterhaltungsindustrie mit einem Lifetime Achievement Award geehrt.
| Kategorie                       | Gewinner                     | Produktionsfirma / Sender              | Land   |
| ------------------------------- | ---------------------------- | -------------------------------------- | ------ |
| Comedy                          | Psychobitches                | Tiger Aspect Productions für Sky Arts  | UK     |
| Sitcom                          | Catastrophe                  | Avalon Entertainment für Channel 4     | UK     |
| Game Show                       | Wild Things                  | Mad Monk/IWC Media/Group M für Sky One | UK     |
| Arts                            | Our Gay Wedding: The Musical | Wingspan Productions für Channel 4     | UK     |
| Reality & Factual Entertainment | Street Jungle                | Media Ranch für Canal D (Bell Media)   | Kanada |
| Entertainment                   | The Graham Norton Show       | So Television für BBC                  | UK     |

### 2016
2016 fand die 55. Rose d’Or Preisverleihung am 13. September in Berlin statt. John Cleese wurde für seine Verdienste um die Unterhaltungsindustrie mit einem Lifetime Achievement Award geehrt. Es waren Der Tatortreiniger und Mordkommission Berlin 1 als deutsche Produktionen nominiert.
| Kategorie                       | Gewinner                     | Produktionsfirma / Sender | Land     |
| ------------------------------- | ---------------------------- | ------------------------- | -------- |
| Comedy                          | Inside No. 9                 | BBC Two                   | UK       |
| Sitcom                          | Raised by Wolves             | Channel 4                 | UK       |
| Game Show                       | Pick Me!                     | ITV                       | UK       |
| Reality & Factual Entertainment | The Real Marigold Hotel      | BBC Two                   | UK       |
| Entertainment                   | Eurovision Song Contest 2016 | SVT                       | Schweden |
| Drama                           | River                        | BBC One                   | UK       |

### 2017
2017 fand die 56. Rose d’Or Preisverleihung am 19. September in Berlin statt. Unter den Nominierten waren vier deutsche Produktionen (Kitchen Impossible von Endemol Shine Germany, Club der roten Bänder von Bantry Bay, Kroymann von BTF – bildundtonfarbik und Terror – Ihr Urteil produziert von Beta Film).
| Kategorie                       | Gewinner            | Produktionsfirma / Sender | Land        |
| ------------------------------- | ------------------- | ------------------------- | ----------- |
| Comedy                          | Fleabag             | BBC Three                 | UK          |
| Sitcom                          | Henry IX            | Gold                      | UK          |
| Game Show                       | Bigheads            | ITV                       | UK          |
| Reality & Factual Entertainment | You Can't Ask That  | ABC iview                 | Australien  |
| Entertainment                   | Stasera casa Mika   | Rai 2                     | Italien     |
| Drama                           | Nobel               | NRK                       | Norwegen    |
| Children & Youth                | Anti Bully Club     | Skyhigh TV                | Niederlande |
| Arts                            | Ballboyz            | BBC Two                   | UK          |
| TV Movie                        | Terror – Ihr Urteil | ARD                       | Deutschland |
| Entertainer of the Year         | James Corden        | —                         | UK          |
| Lifetime Achievement Award      | Angela Lansbury     | —                         | UK          |

### 2018
2018 fand die 57. Rose d’Or Preisverleihung am 13. September in Berlin statt. Katjana Gerz und Paddy O’Connell moderierten. Nominiert waren unter anderem der Fernsehfilm Maria Theresia (Kategorie Limited Series & TV Movie), die Serien Magda macht das schon! (Kategorie Sitcom) sowie Babylon Berlin (Kategorie Serie), die Ulm Stories – The Dream of Flying (Kategorie Virtual Reality), die Big Bounce Battle (Kategorie Show), Olli Dittrich für die Darstellung der Figur Trixie Dörfel in Trixie Wonderland (Kategorie Comedy) und Find me in Paris (Kategorie Kinder).
Jan Böhmermann wurde der Fernsehpreis Rose d’Or in der Kategorie Entertainer des Jahres zuerkannt.

### 2019
2019 wurde die Rose d’Or am 1. Dezember erstmals in London verliehen. Moderiert wurde die Verleihung von Sir Lenny Henry. Jury-Vorsitzende war die Schauspielerin Sofia Helin.
| Kategorie                         | Gewinner                    | Produktionsfirma/Sender                                         | Land        |
| --------------------------------- | --------------------------- | --------------------------------------------------------------- | ----------- |
| Soap oder Telenovela              | Orphans of A Nation         | Globo                                                           | Brasilien   |
| Kinder und Jugend                 | ZombieLars                  | NRK, Tordenfilm, Global Screen                                  | Norwegen    |
| Arts                              | The Greenaway Alphabet      | NTR, Beeld TV, Wide House                                       | Niederlande |
| Audio Entertainment               | 13 Minutes to the Moon      | BBC World Service                                               | UK          |
| Social Media Video Series         | Swipe                       | NPO 3, VERTOV, KRO-NCRV                                         | Niederlande |
| Studio Entertainment              | Michael McIntyre’s Big Show | BBC One, Hungry McBear                                          | UK          |
| Comedy                            | Baroness Von Sketch Show    | CBC, Frantic Films, Banijay Rights                              | Kanada      |
| Reality and Factual Entertainment | The Repair Shop             | BBC2, Ricochet, Warner Bros                                     | UK          |
| Comedy Drama and Sitcom           | Arde Madrid                 | Movistar, Beta Film                                             | Spanien     |
| Drama                             | Chernobyl                   | Sky Atlantic, HBO, Sister Pictures, The Mighty Mint, Word Games | UK/USA      |
| Golden Rose                       | Chernobyl                   | Sky Atlantic, HBO, Sister Pictures, The Mighty Mint, Word Games | UK/USA      |
| Performance des Jahres            | Ricky Gervais in After Life |                                                                 | UK          |
| Lifetime Achievement Award        | Maren Kroymann              |                                                                 | Deutschland |

### 2020
2020 wurde die Rose d’Or am 9. Dezember in einer virtuellen Zeremonie verliehen, moderiert von Nish Kumar. Jury-Vorsitzender war Mark Rowland.
| Kategorie                         | Gewinner                                        | Produktionsfirma/Sender                                                                    | Land        |
| --------------------------------- | ----------------------------------------------- | ------------------------------------------------------------------------------------------ | ----------- |
| Comedy                            | Woke                                            | Sony Pictures Television/ABC Studios/Hulu                                                  | USA         |
| Comedy Drama and Sitcom           | Sex Education                                   | Eleven Film/Netflix/UK                                                                     | USA         |
| Drama                             | Babylon Berlin                                  | X Filme Creative Pool GmbH, ARD Degeto, WRD, Beta Film, Sky                                | Deutschland |
| Soap or Telenovela                | Victoria Small                                  | ViacomCBS International Studios, Oficina Burman (The Media Pro Studio)/Telefe              | Argentinien |
| Reality and Factual Entertainment | The School That Tried To End Racism             | Proper Content, Banijay, Channel 4                                                         | UK          |
| Documentary                       | Once Upon A Time In Iraq                        | Keo Films, BBC Two                                                                         | UK          |
| Arts                              | Wim Wenders für Desperado                       | NDR (Norddeutscher Rundfunk)/Studio Hamburg Enterprises/Das Erste (ARD)                    | Deutschland |
| Studio Entertainment              | The Wonderbox                                   | Capa, Newen Connect, France 3                                                              | Frankreich  |
| Children and Youth                | First Day                                       | Epic Films/Australian Children’s Television Foundation/Australian Broadcasting Corporation | Australien  |
| Social Media and Video Series     | Content                                         | Ludo Studio, ABC TV                                                                        | Australien  |
| Innovation In The Time Of Covid   | Homefest: James Corden’s Late Late Show Special | Fulwell 73, CBS Studios, ViacomCBS Global Distribution Group                               | USA         |
| Audio Entertainment               | Tunnel 29                                       | BBC Radio 4                                                                                | UK          |
| The Golden Rose                   | Once Upon A Time In Iraq                        | Keo Films, BBC Two                                                                         | UK          |
| Emerging Talent Award             | Daisy Edgar-Jones für Normal People             |                                                                                            |             |
| Emerging Talent Award             | Ncuti Gatwa für Sex Education                   |                                                                                            |             |